# Gegő József Adolf
Oroszfái Gegő József Adolf (Marót, Hont vármegye, 1746. január 29. – Kolozsvár, 1812. április 15.) bölcseleti doktor, piarista áldozópap és líceumi tanár.

## Élete
1761. október 8-án lépett a rendbe Privigyén és 1768. március 31-én Nyitrán áldozópappá szentelték föl. Tanított 1764-től 1768-ig Nyitrán, 1769-71-ben ugyanott teológus volt. 1772-73-ban Szentgyörgyön a retorika és poézis professzora, 1774-77-ben Tatán a bölcselet tanára, 1778-tól 1809-ig Kolozsvárt a mennyiségtant tanította. 1803-tól ugyanott vicerektor is volt, 1809-től pedig a Királyi Lyceum-nyomda igazgatója 1812. április 15-én történt haláláig.

## Munkái
- Elementa algebrae. In usum auditorum suorum. Pestini, 1808.
- Elementa geometriae. Pestini. 1808.